# Средства массовой информации России
Сре́дства ма́ссовой информа́ции (СМИ) Росси́и — средства (органы) повседневной практики сбора, обработки и распространения информации, предназначенной для массовых аудиторий, в Российской Федерации. На 2021 год в реестре Роскомнадзора значились 149288 зарегистрированных СМИ, из которых действующими были только 61576 (около 40 %). Основная часть СМИ в России — печатные издания.
В мае 2020 трафик ведущих СМИ увеличился на 65 миллионов пользователей. Это связано с тем, что в связи с пандемией коронавируса многие жители РФ перешли на удалённый режим работы и дистанционное обучение. При этом совокупная месячная пересекающаяся аудитория ведущих российских СМИ составила приблизительно 400 миллионов пользователей.
Российские СМИ — все национальные телевизионные каналы, многие радио и печатные издания, бо́льшая часть рынка рекламы — контролируются государством, образуя управляемое медиапространство. Правительство РФ скрывает информацию о войне России с Украиной и ее последствиях для России, скрывает экономические данные и количество жертв. Масштабные репрессии против журналистов заставили большинство независимых СМИ выехать из России и работать из-за границы.

## Понятие и обязанности СМИ в российском праве
Согласно статье 2 закона РФ от 27 декабря 1991 года № 2124-I «О средствах массовой информации» под средством массовой информации понимается:
- периодическое печатное издание: газета, журнал, альманах, бюллетень, иное издание, имеющее постоянное название, текущий номер и выходящее в свет не реже одного раза в год;
- радиоканал;
- телеканал;
- видеопрограмма;
- кинохроникальная программа;
- сетевое издание;
- иная форма периодического распространения массовой информации под постоянным наименованием (названием)[4]. Например, массовые (1000 и более конкретных адресатов) периодические рассылки с использованием телекоммуникационных сетей (как телефонной, так и сетей ЭВМ).

СМИ обязаны регистрироваться в органах Роскомнадзора, предоставлять в библиотеки экземпляры своей печатной продукции либо хранить в течение 1 года записи каждого выпуска (телерадиовещание) и так далее. В то же время им предоставлены определённые права и гарантии, запрещена предварительная цензура.

## Численность и доля государственных СМИ
По данным на июль 2010 года, в России зарегистрировано более 93 тыс. СМИ, причём абсолютное большинство из них — 90 % — это «негосударственные СМИ».
Количество зарегистрированных СМИ в 2018 году составляло 72065 наименований, в третьем квартале 2020 года — 65001. С 2018 по 2020 годы общее количество зарегистрированных средств массовой информации уменьшилось на 10 %. При этом в период с 2018 по 2020 годы регистрируется больше двух тысяч новых изданий в год. Так, в 2018 году было зарегистрировано 2184 новых СМИ, в 2019—2245.
На конец 2020 года в России общее количество зарегистрированных СМИ составляло 62 237 наименований. Из них 39 794 — периодические печатные издания, 21 351 — электронные издания и 1092 — информационные агентства.
По данным Роскомнадзора за 2021 год было зарегистрировано 2837 новых СМИ, исключено из реестра 3749. Общее количество СМИ на конец отчетного периода составило 60353.
С 2013 по 2020 годы количество официально зарегистрированных СМИ России сократилось на 27 % — с 89 тысяч в 2013 году до 67,3 тысяч по итогам 2020 года.
Динамика количества зарегистрированных СМИ в России (в тыс.)
|              | 2013  | 2014  | 2015  | 2016  | 2017  | 2018  | 2019  | 2020  |
| ------------ | ----- | ----- | ----- | ----- | ----- | ----- | ----- | ----- |
| Всего СМИ    | 88,9  | 86,9  | 85    | 83,35 | 77,58 | 72,07 | 65,85 | 65,0  |
| Печатных СМИ | 64,68 | 63,52 | 61,96 | 54,2  | 52,63 | 47,88 | 42,88 | 42,23 |

Особенно сильно в 2010—2020 годах сократилось число российских СМИ, зарегистрированных вне Москвы. Так, по данным Роскомнадзора, в 2010 году в Свердловской области было 1747 средств массовой информации (в том числе 671 газета и 441 журнал), а в 2020 году в Свердловской области осталось зарегистрированным 571 СМИ. То есть за 10 лет число СМИ, зарегистрированных в Свердловской области, уменьшилось более, чем в 3 раза.
К 2021 году число зарегистрированных СМИ существенно увеличилось. На 2021 год в реестре Роскомнадзора значились 149288 СМИ, из которых действующими были только 61576 (около 40 %). «МБХ-медиа» (основаное в декабре 2017 года Михаилом Ходорковским и закрытое 5 августа 2021 года) в 2021 году провело исследование по карточкам всех СМИ в реестре Роскомнадзора и выяснило, что по состоянию на 2021 года почти каждое шестое СМИ было учреждено властями (органами власти, а также контролируемыми властями предприятиями).

## Дифференциация
СМИ России имеют следующие признаки:
- массовость (применительно к законодательству Российской Федерации, 1000 и более экземпляров для газет, журналов и рассылок);
- периодичность, которая не должна быть меньше одного раза в год;
- принудительность: один источник сигнала (вещатель, редакция) — много слушателей.

СМИ России делятся на:
- публицистические;
- литературные;
- художественные;
- художественно-публицистические;
- литературно-художественные;
- культурно-просветительные;
- развлекательные;
- учебные, образовательные;
- методические;
- учебно-методические;
- научные;
- научно-популярные;
- научно-практические;
- научно-производственные;
- рекламные;
- информационные.

Также по идеологии СМИ делятся на правые, левые и центристские.
К СМИ в России не относятся: стенгазеты, малотиражные издания, библиотеки, Интернет в целом — интернет-блоги (кроме блогов, имеющих посещаемость больше 3000 посетителей в день), чаты, форумы, конференции и т. д.
Каждое из этих средств информации обладает своими особенностями в области производства и подачи сведений.

## Срок существования СМИ в постсоветской России
Многие СМИ, зарегистрированные в 1990—2010-е годы, прекратили существование к 2021 году. По состоянию на 2021 год продолжали действовать:
- 34 % СМИ, зарегистрированных в 1990-е годы;
- 29 % СМИ, зарегистрированных в 2000-е годы.

## Печать
Печатные издания — самый распространённый вид СМИ в РФ. К началу 2009 года в Российской Федерации было зарегистрировано 27 425 газет и еженедельников, но в постоянном обороте находятся не более 14 тыс. из них. Также было зарегистрировано 20 433 журнала, 787 альманахов, 1297 сборников, 1519 бюллетеней и 214 изданий на магнитных носителях. Всего к началу 2009 года зарегистрировано свыше 51 тысячи печатных СМИ.
В 2019 году в реестре Роскомнадзора было зарегистрировано 42 882 печатных периодических издания, в третьем квартале 2020 года — 42 229. В период с 2018—2020 количество зарегистрированных печатных изданий сократилось на 11 %, а за последние 8 лет (с 2013 по 2020 годы) — на 34,7 %. Так, в первом полугодии 2018 года было зарегистрировано 206 новых печатных издания, в первом полугодии 2019 года — 211, а в 2020 — только 78. За 2020 год 65 % зарегистрированных СМИ относились к периодическим печатным изданиям, 16 % — к электронным изданиям, и только 2 % приходилось на информационные агентства. При этом из 65 %, которые приходятся на печатные периодические СМИ, доля журналов составляла 36 %, газет — 26 %. На бюллетени, альманахи и другую печатную литературу приходилось около 3 %.
«МБХ-медиа» исследовало количество регистрации СМИ (по типам) за 1991—2020 годы. Было установлено, что лишь в 2020 году число вновь зарегистрированных интернет-СМИ и печатных СМИ было примерно равным — в 2020 году зарегистрировали примерно 1,3 тысячи интернет-СМИ и около 1,3 тысячи печатных СМИ. В 1991—2019 годах среди вновь регистрируемых СМИ абсолютно преобладали печатные издания. Так, в 2010 году были зарегистрированы около 1,5 тысяч интернет-СМИ и около 4,5 тысяч печатных СМИ.
Российские печатные СМИ отличаются тем, что они независимы не столько юридически, сколько в социальном плане (от читателей): издания практически полностью не реагируют на письма читателей, не поддерживают «обратной связи» с ними, не изучают оценку читателями своей деятельности, не стремятся удовлетворить читательские информационные потребности, предлагая лишь своё видение печатных
полос и сюжетов, излагаемых в публикациях журналистов. В постсоветский период произошло резкое сокращение читательской аудитории российских газет: по данным опросов в 1990 году регулярно прессу не читали 4 % опрошенных, в 2002 году — 13,5 % опрошенных, в 2006 году — 30 % опрошенных.
Совокупная аудитория национальных ежедневных газет по данным за май-октябрь 2008 года составила 6,5 млн человек, а национальных еженедельных газет общего и делового содержания — 14 млн человек, что составляет 11,3 % и 24,2 % городского населения 100 тыс.+, 16 лет+ соответственно.
Общая аудитория журналов 36,2 млн человек (конец 2008). Данные ВЦИОМ и ФОМ позволяют сделать вывод, что время от времени журналы в РФ читают до 62 % населения. Наибольшей популярностью пользуются кино- и телегиды (28,5 %), женские и модные издания (28,1 %).
В 2008 году выходили 8978 газет, что на 62 % больше показателя 1999 года. Общий годовой тираж российских газет в 2008 году составил 8 млрд экземпляров.
В 2008 году было 6698 журналов и других периодических изданий, что в два раза больше показателя 1999 года. Годовой тираж журналов и других периодических изданий в 2008 году — 1,61 млрд экземпляров, что в 2,7 раза больше показателя 1999 года. В 2017 году в РФ было зарегистрировано 9542 новых газет и 7554 журналов, в 2018 — 8984 г. и 7222 ж., в 2019 — 8503 г. и 7072 ж., на третий квартал 2020 года — 8395 г. и 6985 ж. соответственно. В третьем квартале 2020 года общее количество зарегистрированных периодических печатных газет составило 23,4 тысячи наименований, печатных журналов — 16,9 тысячи. В период с 2018 по 2020 годы общее количество зарегистрированных газет уменьшилось на 14 %, журналов — на 13 %.

Статистика Российской книжной палаты отмечает быстрое уменьшение количества газет (печатных версий) и их суммарного тиража с 2013 года. Так в 2013 году в России выходило 11109 газет (максимальный показатель по данным Российской книжной палаты), а в 2019 году только 8503 газеты. Годовой тираж печатных версий газет за этот же период снизился с 9,5 млрд экз. до 5,5 млрд экз.
В 2010-е годы ряд давно существующих крупных печатных СМИ России перестал выходить в бумажном виде. Закрытие печатных версий сопровождалось увольнениями состава редакций. Иногда закрытие печатных версий было связано со сменой собственника издания. В некоторых случаях вскоре после закрытия печатной версии переставала работать и ее он-лайн версия, то есть издание прекращало существование. В 2010—2017 годах прекратили выходить печатные версии следующих крупных российских изданий: «Компьютерра» (существовало с 1992 года, последний номер вышел 21 декабря 2009 года), «Газета» (печатная версия закрыта в 2010 году, а он-лайн версия в 2011 году), «Из рук в руки» (печатная версия закрыта в 2015 году), «Секрет фирмы» (печатная версия перестала выходить в 2015 году). «Афиша» (печатная версия перестала выходить в 2016 году), «Новые Известия» (печатная версия не выходит с 2016 года), «Time Out» (печатная версия закрылась в 2014 году), «Большой город» (печатная версия закрылась в 2014 году, а интернет версия прекратила существование в 2016 году), «Московские новости» (печатная версия перестала выходить в 2014 году), «Московская правда» (печатная версия перестала выходить в 2016 году). В 2010-е годы также прекратился выпуск печатных версий некоторых выходивших с советских времен региональных и местных газет. Так, в 2019 году после прекращения бюджетного финансирования прекратился выпуск печатной версии газеты «Вечерний Екатеринбург».
По состоянию на январь 2020 года печатные издания России (42 861 наименование) по периодичности выхода распределялись:
- Выходящие 1 раз в день — 297 изданий;
- Выходящие 1 раз в неделю — 7929 изданий;
- Выходящие 1 раз в месяц — 12977 изданий;
- Выходящие с иной периодичностью — 21658 изданий.

По состоянию на январь 2020 года подавляющее большинство печатных СМИ зарегистрированы Центральным аппаратом Роскомнадзора (31041 наименование из 42 861, а остальные его территориальными органами. Таким образом, три четверти российских печатных СМИ были зарегистрированы в Москве.
По данным статистического учёта печатной продукции России в 2021 году выпускалось 7324 газеты; 6708 журналов, сборников и бюллетеней. В 2022 году произошло сокращение как количества наименований, так и тиража печатных периодических изданий. По данным Российской книжной палаты, в 2022 году общий годовой тираж газет в России составил более 3,94 млрд экземпляров (на 9 % меньше, чем в 2021 году), число наименований газет в 2022 году сократилось почти на 5,5 %; в 2022 году количество номеров журналов сократилось на 3,5 %, а число наименований журналов уменьшилось на 1,6 %.
| Язык                | Выпуск газет на языках народов России (число изданий по состоянию на 1996 г.) | Годовой тираж газет на языках народов России (по состоянию на 1996 г.) | Количество журнальных изданий на языках народов России (по состоянию на 1996 г.) | Годовой тираж журнальных изданий на языках народов России (по состоянию на 1996 г. /тыс. экз./) | численность народа в России (2002) | Список                                                  |
| ------------------- | ----------------------------------------------------------------------------- | ---------------------------------------------------------------------- | -------------------------------------------------------------------------------- | ----------------------------------------------------------------------------------------------- | ---------------------------------- | ------------------------------------------------------- |
| Абазинский          | 1                                                                             | 422                                                                    | 0                                                                                | 0                                                                                               | 37 942                             |                                                         |
| Агульский           | 0                                                                             | 0                                                                      | 0                                                                                | 0                                                                                               | 28 297                             |                                                         |
| Аварский            | 11                                                                            | 4497                                                                   | 1                                                                                | 6                                                                                               | 814 473                            | Список аварских печатных СМИ (авар.)                    |
| Адыгейский          | 2                                                                             | 1706                                                                   | 2                                                                                | 5                                                                                               | 128 528                            |                                                         |
| Алтайский           | 2                                                                             | 974                                                                    | 2                                                                                | 5                                                                                               | 67 239                             | Список алтайских печатных СМИ (алт.)                    |
| Балкарский          | 1                                                                             | 900                                                                    | 2                                                                                | 2                                                                                               | 108 426                            | Список карачаево-балкарских печатных СМИ (карач.-балк.) |
| Башкирский          | 30                                                                            | 27059                                                                  | 9                                                                                | 1541                                                                                            | 1 673 389                          | Список башскирских печатных СМИ (баш.)                  |
| Бурятский           | 7                                                                             | 1305                                                                   | 0                                                                                | 0                                                                                               | 445 175                            | Список бурятских печатных СМИ (баш.)                    |
| Вепсский            | 1                                                                             | ?                                                                      | 2                                                                                | ?                                                                                               | 8240                               | Список вепсских печатных СМИ (вепс.)                    |
| Даргинский          | 1                                                                             | 275                                                                    | 1                                                                                | 2                                                                                               | 510 156                            |                                                         |
| Долганский          | 0                                                                             | 0                                                                      | 0                                                                                | 0                                                                                               | 801                                |                                                         |
| Ингушский           | 0                                                                             | 0                                                                      | 1                                                                                | 3                                                                                               | 413 016                            | Список ингушских печатных СМИ (ингуш.)                  |
| Ительменский        | 0                                                                             | 0                                                                      | 0                                                                                | 0                                                                                               | 3180                               |                                                         |
| Кабардинский        | 3                                                                             | 3047                                                                   | 1                                                                                | 5                                                                                               | 519 958                            | Список кабардино-черкесских печатных СМИ (каб-чер.)     |
| Калмыцкий           | 1                                                                             | 1225                                                                   | 2                                                                                | 48                                                                                              | 173 996                            | Список калмыцких печатных СМИ (калм.)                   |
| Карачаевский        | 1                                                                             | 1260                                                                   | 0                                                                                | 0                                                                                               | 192 182                            | Список карачаево-балкарских печатных СМИ (карач.-балк.) |
| Карельский          | 3                                                                             | ?                                                                      | 2                                                                                | ?                                                                                               | 93 344                             | Список карельских печатных СМИ (карел.)                 |
| Кетский             | 0                                                                             | 0                                                                      | 0                                                                                | 0                                                                                               | 1494                               |                                                         |
| Коми                | 4                                                                             | 1381                                                                   | 3                                                                                | 107                                                                                             | 293 406                            | Список коми печатных СМИ (ком.)                         |
| Коми-пермяцкий      | 0                                                                             | 0                                                                      | 0                                                                                | 0                                                                                               | 125 235                            | Список коми-пермяцких печатных СМИ (коми-перм.)         |
| Корякский           | 0                                                                             | 0                                                                      | 0                                                                                | 0                                                                                               | 8743                               |                                                         |
| Кумыкский           | 4                                                                             | 855                                                                    | 1                                                                                | 2                                                                                               | 422 409                            |                                                         |
| Лакский             | 4                                                                             | 330                                                                    | 1                                                                                | 2                                                                                               | 156 545                            | Список лакских печатных СМИ (лак.)                      |
| Лезгинский          | 2                                                                             | 438                                                                    | 1                                                                                | 2                                                                                               | 411 535                            | Список лезгинских печатных СМИ (лезг.)                  |
| Мансийский          | 1                                                                             | 20                                                                     | 0                                                                                | 0                                                                                               | 11 432                             |                                                         |
| Марийский (горный)  | 1                                                                             | 350                                                                    | 1                                                                                | 1                                                                                               |                                    | Список горномарийских печатных СМИ (горномар.)          |
| Марийский (луговой) | 13                                                                            | 4820                                                                   | 4                                                                                | 149                                                                                             |                                    | Список луговомарийских печатных СМИ (луговомар.)        |
| Мордовский (мокша)  | 1                                                                             | 1005                                                                   | 2                                                                                | 72                                                                                              |                                    | Список мокшанских печатных СМИ (мокш.)                  |
| Мордовский (эрзя)   | 2                                                                             | 318                                                                    | 2                                                                                | 54                                                                                              |                                    | Список эрзянских печатных СМИ (эрз.)                    |
| Нанайский           | 0                                                                             | 0                                                                      | 0                                                                                | 0                                                                                               | 12 160                             |                                                         |
| Нганасанский        | 0                                                                             | 0                                                                      | 0                                                                                | 0                                                                                               | 834                                |                                                         |
| Ненецкий            | 1                                                                             | 30                                                                     | 0                                                                                | 0                                                                                               | 41 302                             |                                                         |
| Нивхский            | 0                                                                             | 0                                                                      | 0                                                                                | 0                                                                                               | 5162                               |                                                         |
| Ногайский           | 2                                                                             | 449                                                                    | 0                                                                                | 0                                                                                               | 90 666                             |                                                         |
| Осетинский          | 3                                                                             | 4730                                                                   | 3                                                                                | 7                                                                                               | 514 875                            | Список осетинских печатных СМИ (осет.)                  |
| Русский             | 4604                                                                          | 7644040                                                                | 2620                                                                             | 381174                                                                                          | 111 016 896                        |                                                         |
| Рутульский          | 0                                                                             | 0                                                                      | 0                                                                                | 0                                                                                               | 29 929                             |                                                         |
| Саамский            | 0                                                                             | 0                                                                      | 0                                                                                | 0                                                                                               | 1991                               |                                                         |
| Селькупский         | 0                                                                             | 0                                                                      | 0                                                                                | 0                                                                                               | 4249                               |                                                         |
| Табасаранский       | 0                                                                             | 0                                                                      | 1                                                                                | 2                                                                                               | 131 785                            |                                                         |
| Татарский           | 91                                                                            | 65090                                                                  | 17                                                                               | 2610                                                                                            | 5 554 601                          | Список татарских печатных СМИ (татар.)                  |
| Татский             | 0                                                                             | 0                                                                      | 0                                                                                | 0                                                                                               | 2303                               |                                                         |
| Тофаларский         | 0                                                                             | 0                                                                      | 0                                                                                | 0                                                                                               | 837                                |                                                         |
| Тувинский           | 7                                                                             | 2443                                                                   | 2                                                                                | 10                                                                                              | 243 442                            | Список тувинских печатных СМИ (тувин.)                  |
| Удмуртский          | 9                                                                             | 3235                                                                   | 4                                                                                | 76                                                                                              | 636 906                            | Список удмуртских печатных СМИ (удм.)                   |
| Финский             | 1                                                                             | ?                                                                      | 2                                                                                | ?                                                                                               | ?                                  |                                                         |
| Хакасский           | 0                                                                             | 0                                                                      | 0                                                                                | 0                                                                                               | 75 622                             |                                                         |
| Хантыйский          | 1                                                                             | 30                                                                     | 0                                                                                | 0                                                                                               | 28 678                             |                                                         |
| Цахурский           | 0                                                                             | 0                                                                      | 0                                                                                | 0                                                                                               | 10 366                             |                                                         |
| Черкесский          | 0                                                                             | 0                                                                      | 0                                                                                | 0                                                                                               | 60 517                             | Список кабардино-черкесских печатных СМИ (каб-чер.)     |
| Чеченский           | 2                                                                             | 118                                                                    | 1                                                                                | 20                                                                                              | 1 360 253                          | Список чеченских печатных СМИ (чеч.)                    |
| Чувашский           | 30                                                                            | 20841                                                                  | 6                                                                                | 452                                                                                             | 1 637 094                          | Список чувашских печатных СМИ (чув.)                    |
| Чукотский           | 0                                                                             | 0                                                                      | 0                                                                                | 0                                                                                               | 15 767                             |                                                         |
| Шорский             | 0                                                                             | 0                                                                      | 0                                                                                | 0                                                                                               | 13 975                             |                                                         |
| Эвенкийский         | 0                                                                             | 0                                                                      | 0                                                                                | 0                                                                                               | 35 527                             |                                                         |
| Эвенский            | 0                                                                             | 0                                                                      | 0                                                                                | 0                                                                                               | 19 071                             |                                                         |
| Эскимосский         | 0                                                                             | 0                                                                      | 0                                                                                | 0                                                                                               | 1750                               |                                                         |
| Юкагирский          | 0                                                                             | 0                                                                      | 0                                                                                | 0                                                                                               | 1509                               |                                                         |
| Якутский            | 26                                                                            | 22129                                                                  | 3                                                                                | 50                                                                                              | 443 852                            | Список якутских печатных СМИ (якут.)                    |

## Радиовещание
До 1990 года у России в рамках СССР не было собственного республиканского радиовещания, с её территории вещали Центральное внутрисоюзное радиовещание (велось с 1924 года, к 1990 году вещало 4 программы, 3 из которых общесоюзные) и Центральное радиовещание на зарубежные страны (велось с 1929 года), а также на её территории вещало местное радиовещание АССР, краёв и областей России. После ликвидации СССР в конце 1991 года Центральное внутрисоюзное радиовещание стало ещё одним российским государственным радиовещанием, прекратило существование как целое в 1996 году, в 1998 году передано под управление Всероссийской государственной телевизионной и радиовещательной компании, Центральное радиовещание на зарубежные страны стало российским радиовещанием на зарубежные страны.
Техническую часть подготовки, координации и выпуска программ Всесоюзного радио (1957—1991), РГТРК «Останкино» (1991—1995), ГП «Общегосударственная радиокомпания „Маяк“» (1997—1999), ФГУП «Государственная радиовещательная компания „Маяк“» (1999—2002), ГУ «Радиостанция „Орфей“» (1996—2002) и некоторых других радиоорганизаций до 2002 года осуществлял Государственный дом радиовещания и звукозаписи.
Руководство Центральным внутрисоюзным радиовещанием и Центральным радиовещанием на зарубежные страны до 1991 года осуществлял Государственный комитет СССР по телевидению и радиовещанию, с 8 февраля 1991 года — Всесоюзная государственная телерадиокомпания, с 27 декабря 1991 до 12 октября 1995 года — Российская государственная телерадиокомпания «Останкино».
Подготовку программ Центрального внутрисоюзного радиовещания до 1990 года осуществляли Государственный дом радиовещания и звукозаписи (с 1958 года) и тематические главные редакции Центрального внутрисоюзного радиовещания (информации, пропаганды, литературно-драматического радиовещания, музыкального радиовещания, радиовещания для детей, радиовещания для молодёжи, радиопередач для Москвы, радиопередач для Московской области, спортивных программ), подготовку программ Центрального радиовещания на зарубежные страны Государственный дом радиовещания и звукозаписи и тематические главные редакции Центрального радиовещания на зарубежные страны (информации, международной пропаганды, радиовещания на социалистические страны, радиовещания на страны Европы, радиовещания на Англию и США, радиовещания на страны Латинской Америки, радиовещания на страны Африки, радиовещания на страны Ближнего и Среднего Востока, радиовещания на страны Дальнего Востока), выпуск программ Центрального внутрисоюзного радиовещания — Государственный дом радиовещания и звукозаписи и Главная дирекция программ Центрального внутрисоюзного радиовещания, последняя также осуществляла и координацию, выпуск программ Центрального радиовещания на зарубежные страны — Государственный дом радиовещания и звукозаписи и Главная дирекция программ Центрального радиовещания на зарубежные страны, последняя осуществляла и координацию. С 1990 года Центральное внутрисоюзное радиовещание осуществляло Всесоюзное информационное творческо-производственное объединение «Маяк» (часть передач также подготавливали Радиостудия «Публицист», Студия «Москва»), Центральное радиовещание на зарубежные страны — Информационное творческо-производственное объединение «Астра», с 1992 года — Студия «Радио 1» РГТРК «Останкино» (часть передач подготавливали Студия «Радио Подмосковья» РГТРК «Останкино») и Творческо-производственное объединение «Международное московское радио» соответственно.
Вещательная организация Правительства РФ — федеральное государственное унитарное предприятие «Всероссийская государственная телевизионная и радиовещательная компания» (ВГТРК) передаёт четыре общегосударственные радиопрограммы («Радио России», «Маяк», «Вести ФМ» и «Радио Культура»). Подготовку радиопередач ВГТРК осуществляет сама ВГТРК и частные радиостудии по её заказу (в 1999—2006 гг. по заказу дочерних предприятий ВГТРК "Государственная радиовещательная компания «Радио России» и «Государственная радиовещательная компания „Маяк“»). Ряд акционерных обществ вещает ещё несколько, преимущественно музыкальных или информационно-музыкальных программ, таких как — «Европа Плюс», «Дорожное радио», «Русское радио», «Ретро FM», «Love Radio», «Авторадио». Иновещание в 1996—2013 гг. велось Федеральным государственным унитарным предприятием «Российская радиокомпания „Голос России“», с 2013 года — Федеральным государственным унитарным предприятием «Международное информационное агентство „Россия Сегодня“».
Местные радиопрограммы в каждой АССР, крае, области, автономной области и части автономных округов до 1992 года передавались местными комитетами по телевидению и радиовещанию (находившийся в двойном подчинении Гостелерадио СССР и местного исполнительно-распорядительного органа), техническую часть подготовки и выпуска передач осуществлял местный радиотелецентр или местный радиодом — подведомственная организация комитета, подготовку передач местного радиовещания осуществляли тематические главные редакции местного радиовещания (общественно-политического вещания, художественного вещания, у ленинградского радиовещания — информации, пропаганды, промышленности, строительства и сельского хозяйства, литературно-драматического вещания, музыкального вещания, вещания для детей и молодёжи, рекламной информации), выпуск — редакция программ и выпуска (у ленинградского радиовещания — главные редакции программ и выпуска). В 1992—1998 гг. местные радиопрограммы в каждом из субъектов РФ передавались вещательной организацией Министерства печати и информации РФ (с 1993 года — ФСТР) и высшего исполнительного органа субъекта РФ. С конца 1990-х гг. в каждом из субъектов РФ не менее чем одну местную радиопрограмму передаёт ВГТРК и не менее чем одну — вещательная организация высшего исполнительного органа субъекта РФ. С начала 1990-х гг. существует местное коммерческое радиовещание.
В 1991—2011 годах в России ежегодно регистрировали до 500 радиостанций. В 2012 году зарегистрировали около 1000 радиостанций. В 2014—2020 годах ежегодное число новых регистрируемых радиостанций не превышало 500.

## Телевидение
До 1991 года у России в рамках СССР не было собственного республиканского телевидения, с её территории вещало Центральное телевидение (вещало с 1931 года, к 1991 года вещало 4 программы, 2 из которых были общесоюзные), а также на её территории вещало местное телевидение АССР, краёв и областей России. После ликвидации СССР в конце 1991 года Центральное телевидение стало ещё одним российским государственным телевидением, прекратило вещание в 1995 году.
Техническую часть подготовки и выпуска телепередач АО «Первый канал», АО «Телекомпания „НТВ“», АНО «Общественное телевидение России», в прошлом также РГТРК «Останкино» (1991—1995), Гостелерадио СССР (1957—1991), техническую часть подготовки телепередач АО «Телекомпания „ВИД“», ООО «Красный квадрат», ООО «Телекомпания „Останкино“», техническую часть производства телефильмов Творческого объединения «Экран» (в 1967—1989 гг. и 1992—1995 гг.) осуществляет ФГУП «Телевизионный технический центр „Останкино“» (ранее «Телевизионный технический центр», «Телевизионный технический центр им. 50-летия Октября», «Общесоюзный телецентр», до 1967 года — «Московский телецентр»), а в 1939—1951 гг. он сам осуществлял выпуск телепередач которые являлись предоставленные киностудиями кинохроника, документальные, художественные, мультипликационные и научно-популярные кинофильмы. Техническую часть производства телефильмов Творческого объединения «Экран» в 1989—1990 и собственных телефильмов в 1990—1992 осуществляло ТПО «Союзтелефильм».
Руководство Центральным телевидением до февраля 1991 года осуществлял Государственный комитет СССР по телевидению и радиовещанию, с 8 февраля 1991 года — Всесоюзная государственная телерадиокомпания, с 27 декабря 1991 до 12 октября 1995 года — Российская государственная телерадиокомпания «Останкино». Творческую часть подготовки координации и выпуска программ и производства собственных телефильмов Центрального телевидения в 1951—1967 гг. осуществляла Центральная студия телевидения. Творческую часть подготовки собственных программ Центрального телевидения с 1967 до 1992 года осуществляли тематические главные редакции Центрального телевидения (информации, пропаганды, литературно-драматических программ, кинопрограмм, музыкальных программ, народного творчества, программ для детей, программ для молодёжи, передач для Москвы и Московской области, научно-популярных и образовательных программ, спортивных программ), с 1992 года — Информационное телевизионное агентство и тематические студии РГТРК «Останкино» (международных программ и видеообмена, «Публицист», «Резонанс», литературно-художественных программ, кинопрограмм, музыкальных и развлекательных программ, «Народное творчество», программ для детей и юношества, «Эксперимент», «Новая студия», научно-популярных и просветительских программ, спортивных программ), творческую часть подготовки прочих программ с 1990 года — различные телестудии («Телекомпания „ВИD“», «Авторское телевидение») по заказу тематических студий Центрального телевидения, творческую часть производства собственных телефильмов Центрального телевидения с 1951 до 1967 года — с 1967 до 1990 и с 1992 до 1995 года — Творческое объединение «Экран», в 1990—1992 гг. — ТПО «Союзтелефильм», производство прочих телефильмов Центрального телевидения — теле- и киностудиями по заказу Центральной студии телевидения в 1951—1967, Творческого объединения «Экран» в 1967—1990 и 1992—1995 и ТПО «Союзтелефильм» в 1991—1992, творческую часть координации и выпуска программ и телефильмов Центрального телевидения — Главная дирекция программ Центрального телевидения в 1967—1989 гг., Генеральная дирекция программ Центрального телевидения, в 1992—1995 гг. — Дирекция программ телевидения РГТРК «Останкино».
ВГТРК передаёт три общегосударственные телепрограммы «Россия 1», «Россия К», «Россия 24». Подготовку телепередач ВГТРК осуществляет само ВГТРК (в 1999—2006 гг. его дочерние предприятия ФГУП "Государственная телевизионная компания "Телеканал «Россия» и ФГУП "Государственная телевизионная и радиовещательная компания «Культура») и частные телестудии по его заказу (в 1999—2006 гг. по заказу дочерних предприятий, в 1996—1999 гг. по заказу продюсерского центра РТР), производство телефильмов ВГТРК — частные теле- и киностудии по заказу ВГТРК (в 1999—2006 гг. по заказу дочерних предприятий, в 1996—199 гг. по заказу акционерного общества «РТР Фильм»).
Ряд акционерных обществ вещает ещё несколько общегосударственных телепрограмм, среди которых «Первый канал» (передаётся одноимённым акционерным обществом, акционеры — Федеральное агентство по управлению государственным имуществом, ФГУП «ИТАР-ТАСС», ФГУП «Телевизионный технический центр „Останкино“» и частные компании, творческую часть подготовки большинства передач осуществляют акционерные общества «Телекомпания ВИD», «Красный квадрат», «Телекомпания „Останкино“»), «НТВ» (передаётся акционерным обществом «Телекомпания „НТВ“», основной акционер — акционерное общество «Газпром-Медиа Холдинг»), «ТВ Центр», «РЕН ТВ», «Пятый канал» (передаётся акционерным обществом «Телерадиокомпания „Петербург“», созданным в 1997 году на базе вещательной организации ФСТР и Мэрии (позднее — Правительства) Санкт-Петербурга «Государственная телерадиокомпания „Петербург — Пятый канал“»), «СТС», «ТНТ» и т. п. С 2013 года ещё одну общегосударственную телепрограмму передаёт другая вещательная организация Правительства РФ — автономная некоммерческая организация «Общественное телевидение России».
Местные телепрограммы в каждой АССР, крае или области имевших местное телевещание до 1992 года передавались местной студией телевидения (являвшаяся подразделением местного комитета по телевидению и радиовещанию, техническую часть подготовки и выпуска передач осуществлял местный радиотелецентр), в 1992—1998 гг. — вещательной организацией Министерства печати и информации РФ (позднее ФСТР) и высшего органа исполнительной власти субъекта РФ. С конца 1990-х гг. в каждом из субъектов РФ не менее чем одну местную телепрограмму передаёт ВГТРК и не менее чем одну — вещательная организация высшего исполнительного органа субъекта РФ. С начала 1990-х гг. существует местное коммерческое телевещание.

## Информационные агентства
Российские информационные агентства: ТАСС (государственное), Интерфакс, Росбалт.

## Интернет-СМИ (сетевые СМИ)
С 1 августа 2014 года в России была введена обязательная регистрация блогеров, имеющих более 3-х тысяч подписчиков в сутки. Эти блогеры были приравнены в плане ответственности к СМИ. Летом 2015 года Роскомнадзор сообщил, что за первый год действия закона им были зарегистрированы 640 «блогеров-трехтысячников». Часть заявок на регистрацию была отклонена как «спам» (наличие ненормативной лексики, неполная или недостоверная информация).
Регистрация интернет-СМИ в целом началась в России в 1998 году. В 1998—2008 годах в России ежегодно регистрировали до 500 интернет-СМИ. В 2010 году (максимальный год по числу регистраций интернет-СМИ в России) в России были зарегистрированы около 1,5 тысяч интернет-СМИ. В дальнейшем был спад ежегодного числа регистраций. В 2020 году в России были зарегистрированы около 1,3 тысяч интернет-СМИ.

## Свобода СМИ в России
Конституция РФ устанавливает определённые ограничения свободы информации. Законный способ поиска, получения, передачи, производства и распространения информации (в том числе массовой) предполагает недопустимость разглашения сведений, составляющих государственную или иную специально охраняемую законом тайну. Запрещено использование СМИ в целях совершения уголовно наказуемых деяний: для призыва к захвату власти; насильственному изменению конституционного строя и целостности государства; разжигания национальной, классовой, социальной, религиозной нетерпимости или розни: для пропаганды войны и для распространения передач, пропагандирующих порнографию, культ насилия и жестокости.

С одной стороны, в стране есть благоприятный для демократии климат, обеспеченный законом о СМИ (1991) и Конституцией (1993) (Richter, 2001). С другой стороны, в медиасфере действуют квазирыночные отношения, что делает журналистику зависимой от «разных экономических групп и коррумпированных правительственных бюрократов», которые используют её в своих интересах (Y. Zassoursky, 2001). Более того, закон о СМИ не определяет юридические нормы, регулирующие отношения редакции и собственника. При том, что в законе четко прописаны права журналистов и главного редактора, там ничего не говорится о месте собственника в структуре массмедиа, что, в свою очередь, порождает серьезные проблемы в медиапрактике… В большей степени журналистика развивается в рамках отечественной (больше ─ советской) традиции как политический инструмент в руках властей.
— Светлана Пасти (Юшкевич) Российский журналист в контексте перемен (2004)
Если для конца XIX — начала XX века в России была характерна относительная свобода печати, то для периода СССР — более жёсткая политическая цензура и более высокая степень государственного контроля над печатью. Радикальные подвижки в плане обеспечения свободы печати произошли в ходе демократических реформ конца 1980-х годов. В этот период имел место существенный рост количества периодических изданий, достаточно чётко обозначилась принадлежность тех или иных газет и журналов к различным политическим и общественным течениям.
По данным отдельных источников, характерные черты отечественных СМИ — жёсткая цензура, давление властей, запугивания и насилие в отношении журналистов, тоталитаристский контроль государства над телевизионными каналами и просто дезинформация.
Восприняв свержение советской системы как предательство, В. В. Путин сразу после своего прихода к власти предпринял шаги, направленные на подрыв российской демократии и удушение свободы выражения — по мнению многих либеральных изданий, контроль над СМИ стал жёстким, а преступления против журналистов остаются безнаказанными. После возвращения Владимира Путина на пост президента РФ (2012), согласно отчётам организации «Репортёры без границ», ситуация со свободой слова в России ухудшилась.. 5 мая 2014 года Президент РФ В. Путин подписал закон, согласно которому запрещается использование мата в кино, литературе и СМИ.
Сегодня фаворитизм и неформальные связи играют решающую роль, вместо таланта и компетенции:27. При этом это встречается как в прогосударственных, так и в оппозиционных СМИ. Типичный постсоветский журналист — это журналист, удовлетворённый своим выбором профессии и совмещающий в себе две идентичности: штатного работника медиа, принявшего политический контроль государства, и рыночного фрилансера, преследующего свои экономические интересы и творческие амбиции:39.
В рейтинге свободы прессы, который ежегодно составляется организацией «Репортёры без границ», Россия опустилась на 148 место в 2013 году и осталась на нём в 2014 году. В Европе более низкие показатели свободы СМИ оказались лишь в Белоруссии. Число журналистов, воспринимающих себя независимыми репортёрами, сократилось в России в три раза — с 60 % в 1992 году до 20 % в 2008 году:38. Согласно более поздним опросам (2011), только 14 % российских журналистов заявляют об отсутствии ограничений для своей профессиональной деятельности. Напоминая о «чудовищной ситуации» с безопасностью журналистов в России, представительница ОБСЕ Дуня Миятович в открытом письме, опубликованном в связи с её предстоящим приездом в Москву, обратила особое внимание на корреспондентов «Дождя», «Русской планеты», «Фонтанки.ру» и «Новой газеты».